# Krężno
Krężno (niem. Kesselsee, dawn. pol. Kotlina) – wieś sołecka w Polsce położona w województwie zachodniopomorskim, w powiecie drawskim, w gminie Kalisz Pomorski. W latach 1975–1998 miejscowość administracyjnie należała do województwa koszalińskiego. W roku 2007 wieś liczyła 36 mieszkańców.
Wieś wchodząca w skład sołectwa: Pruszcz.
Osada wchodząca w skład sołectwa: Skotniki.

## Geografia
Wieś leży ok. 3 km na wschód od Kalisza Pomorskiego, ok. 1,5 km na północ od drogi krajowej nr 10.